# Los bienamados
Los bienamados és una pel·lícula mexicana de 1965 del gènere de drama, la qual consta de dos episodis basats en els contes Tajimara de Juan García Ponce i Un alma pura de Carlos Fuentes.
No obstant això, és de fer notar que aquesta pel·lícula és -en realitat- una compilació dels migmetratges homònims dirigits per Juan José Gurrola i Juan Ibáñez respectivament, els quals originalment formaven part de la cinta antològica Amor, amor, amor (1965) però que, a causa de la ja de per si extensa durada d'aquesta última, Manuel Barbachano Ponce (qui era el productor d'aquesta pel·lícula) va decidir separar-los per a després ser reagrupats i presentats com una pel·lícula independent, amb la intenció de la seva estrena comercial.

## Sinopsi
La pel·lícula narra dues històries sobre la impossibilitat de estimar en un món modern ple de desencantament.

### Primer Episodi:Tajimara
- Direcció: Juan José Gurrola.
- Guió: Juan García Ponce i Juan José Guerra, sobre la base del conte homònim d'aquell.

Roberto és un traductor freelance de 25 anys d'edat qui arran de retrobar-se amb Cecilia, la seva ex-xicota de la adolescència, comença a reflexionar sobre la seva frustrada experiència amorosa i sexual amb ella en aquest llavors alhora que, aprofitant que fa poc s'ha divorciat de Guillermo (un amic en comú de tots dos amb qui Cecilia acabaria perdent el seu virginitat i, eventualment, casar-se) tracta de tenir intimitat amb ella però sense arribar a consumar-la del tot.
Paral·lelament també ens assabentem per boca de Roberto de la història de Carlos i Julia: Dos desprejuiciados germans pintors que mantenen una relació més que fraternal i artística i viuen i treballen en un bucòlic i allunyat lloc anomenat Tajimara i, així, totes dues parelles tracten de mantenir les seves respectives relacions però, en contrapartida, a poc a poc Tajimara acabarà convertint-se en el cant del cigne de les mateixes quan, després d'una les tantes festes que allí se succeeixen, Cecilia decideix abandonar a Roberto per a tornar amb la seva exesposo i, al seu torn, Carlos acaba renunciant a la seva vida amb Julia a causa del -lleugerament precipitat- matrimoni d'aquesta amb el seu nuvi.
Així, mentre veiem a una Julia més desencaixada que feliç en la seva noces i a un pensatiu Carlos apartar-se de l'altar, Roberto aprofita l'ocasió per a abandonar discretament l'església mentre recorda “L'atrotinada i antiga casa en Tajimara, l'esclatar de les pomeres i figueres, la voluntària confusió dels quadres de Julia i Carlos, i el buit de les tardes sense Cecilia...”
Pel que acaba preguntant-se: “Per a què parlar de tot això?”, concloent així aquest episodi.

### Segon episodi: Un alma pura
- Direcció: Juan Ibáñez.
- Guió: Carlos Fuentes i Juan García Ponce, sobre la base del conte homònim d'aquell.

Juan Luis és un estudiant universitari de classe alta qui per a fugir de la tediosa vida de ser fill d'un milionari i, molt especialment, de la cada vegada més perillosa relació més enllà del fraternal que té amb la seva germana Claudia, decideix acceptar un lloc de treball en la seu de l'Organització de les Nacions Unides i acabar allí la seva carrera. Ja instal·lat en Nova York la vida de Juan Luis es manté sense molts sobresalts entre el seu treball, els seus estudis i algun romanç fins que, un bon dia, ell coneix en el seu treball a Clara, una bella jove que té una sorprenent semblança física amb Claudia i tots dos no triguen a tornar-se amants, per la qual cosa acaba distanciant-se d'aquesta.
No obstant això, les coses es compliquen per a la parella quan Clara queda embarassada ja que, encara que Juan Luis està disposat a casar-se, el seu pare acaba desheredant-lo i, temorós pel futur, li proposa a la seva promesa que avorti. Clara accedeix però, amb el pas del temps, acaba enfonsant-se en una depressió major que la portarà al suïcidi i veiem que, al moment de la seva mort, deixa caure de les seves mans una carta. Quan Juan Luis reclamarà el cadàver de la seva esposa, ell es queda impactat en descobrir entre les seves pertinences aquesta carta i, sentint-se culpable per la seva mort, també acaba llevant-se la vida.
Poc després Claudia viatja a Nova York per a repatriar el cadàver del seu germà i, mentre espera el vol de retorn a Ciutat de Mèxic, es troba amb l'indignat pare de la seva cunyada, qui li lliura a Claudia la missiva i, per boca d'aquest, ens assabentem que la mateixa havia estat escrita pel mateix Juan Luis a Clara abans del suïcidi d'aquesta pel que, mentre aborda l'avió, Claudia es qüestiona a si mateixa per haver provocat indirectament totes dues morts per a després trencar la carta sense arribar a llegir-la i llançar els trossos al terre, finalitzant així la pel·lícula.

## Elenc

### Primer Episodi:Tajimara
- Pilar Pellicer... Cecilia
- Claudio Obregón... Roberto
- Pixie Hopkin... Julia
- Mauricio Davidson... Carlos
- Beatriz Sheridan... Clara
- Luis Lomelí... Guillermo
- Susana Fisher ... Cecilia a los 15 años
- Tamara Garina... Convidada a la festa
- Joaquín Xirau ... Roberto als 15 anys
- José Alonso... Guillermo als 15 anys
- Tomás Segòvia... Promès de Julia (no apareix en els crèdits)
- Elda Londoño ... Mestra de Cecilia (no apareix en els crèdits)
- Lucía Guilmáin... Noia que balla amb Carlos en la festa (no apareix en els crèdits)
- Juan Ferrara... Convidat en la festa (no apareix en els crèdits)
- Carlos Monsiváis... Convidat en la festa (no apareix en els crèdits)
- Michel Strauss ... Convidat en la festa (no apareix en els crèdits)
- Patricia Kuntsman ... Convidada en la festa (no apareix en els crèdits)
- Juan Manuel González ... Convidat en la festa (no apareix en els crèdits)
- María Antonieta Domínguez ... Convidada en la festa (no apareix en els crèdits)
- Lilia Carrillo... Convidada en la festa (no apareix en els crèdits)
- Juan Vicente Melo... Convidat en la festa (no apareix en els crèdits)
- Juan García Ponce... Convidat en la festa (no apareix en els crèdits)
- Fernando García Ponce... Convidat en la festa (no apareix en els crèdits)
- Manuel Felguérez... Convidat en la festa (no apareix en els crèdits)
- Sally de Swan ... Convidada en la festa (no apareix en els crèdits)
- Silvia de Swan ... Convidada en la festa (no apareix en els crèdits)
- Mercedes Oteyza ... Convidada en la festa (no apareix en els crèdits)
- Maka Strauss ... Convidada en la festa (no apareix en els crèdits)
- Hugo Velázquez ... Convidat en la festa (no apareix en els crèdits)
- Michele Alban ... Convidada en la festa (no apareix en els crèdits)

### Segon Episodi:Un alma pura
- Enrique Rocha... Juan Luis
- Arabella Árbenz... Claudia / Clara
- Leonora Carrington... Madre de Claudia y Juan Luis
- Aldo Morante ... Pare de Claudia i Juan Luis
- Mona Moore
- Victoria Huston
- Sally Belfrage ... Ella mateixa
- Mercedes Ospina ... Ella mateixa
- Coleen Bennet
- Viet Gentry ... Pare de Clara
- Erika Carlsson ... Ella mateixa
- Dolores Linares ... Prostituta
- Pamela Hall
- Carlos Monsiváis
- Constancia Calderón
- Carol Southern ... Jane
- Carl Brandt ... Ell mateix
- C. D. B. Brandt
- Frank Conroy ... Ell mateix
- Olivia Delgado ... Ella mateixa
- José Donoso... Ell mateix
- Jason Epstein ... Ell mateix
- Bernard Farber ... Ell mateix
- Jules Feiffer... Ell mateix
- Juan García Ponce... Ell mateix
- Hans Koningsberger... Ell mateix
- Lee Johnson ... Ell mateix
- John Philip Marquand ... Ell mateix
- Norman Podhoretz ... Ell mateix
- Jack Richardson ... Ell mateix
- Harold Steinberg ... Ell mateix
- Sandy Stoddard ... Ella mateixa
- William Styron... Ell mateix
- Eddy Torres ... Ell mateix
- Derek Washburn ... Ell mateix
- Sergio Aragonés... Ell mateix (no apareix als crèdits)
- Bruce Jay Friedman ... Ell mateix (no apareix als crèdits)
- Wendy Sandford (no apareix als crèdits)
- Carlos Fuentes (no apareix als crèdits)
- Juan Ibáñez (no apareix als crèdits)
- José Luis Ibáñez (no apareix als crèdits)
- Nelson Aldrich ... Ell mateix (no apareix als crèdits)
- Adil ... Ell mateix (no apareix als crèdits)

## Premis i nominacions
- Tercer lloc en el I Concurs de Cinema Experimental (1965) (com a part de la pel·lícula Amor, amor, amor).
- Esment d'Honor per a Pixie Hopkin ene l I Concurs de Cinema Experimental (1965).

## Producció
La pel·lícula va ser estrenada el 2 de setembre de 1965 en el ja desaparegut Cinema Regis de Ciutat de Mèxic i van significar, a més, els respectius debuts cinematogràfics dels directors de teatre Juan José Gurrola i Juan Ibáñez.
El conte de Juan García Ponce “Tajimara”, pel qual es va realitzar el migmetratge del mateix nom de Juan José Gurrola, forma part de l'antologia de contes La noche (1963) i, per part seva, “Una alma pura” de Juan Ibáñez, basat en el conte homònim de Carlos Fuentes, s'inclou en la seva antologia Cantar de ciegos (1964).